# 에온웨
에온웨는 만웨의 수하에 있는 마이아이며 《실마릴리온》에 등장한다.

## 작중 행적
만웨의 뜻을 전하는 사자로 그 역할을 충실히 수행하는 존재로 등장한다. 일례로 발리노르를 떠나는 페아노르에게 충고하며, 전투에서는 무력에서 뛰어난 실력을 발휘 했다고 전해진다.
태양의 1시대 당시 가장 큰 전쟁, 분노의 전쟁에서 발리노르 대군세를 이끈 지휘관으로 널리 알려졌다.

## 기타
같은 마이아로 가운데땅에서 활동한 사우론, 멜리안, 옷세 같은 자들이 있다.